# Xã Lake, Quận Vernon, Missouri
Xã Lake (tiếng Anh: Lake Township) là một xã thuộc quận Vernon, tiểu bang Missouri, Hoa Kỳ. Năm 2010, dân số của xã này là 209 người.